# Taha Akgül
Taha Akgül (ur. 22 listopada 1990 w Sivas) – turecki zapaśnik w stylu wolnym. Dwukrotny olimpijczyk. Złoty medalista z Rio de Janeiro 2016 w kategorii 125 kg; brązowy z Tokio 2020 w kategorii 125 kg i z Paryża 2024 w kategorii 125 kg; dziewiąty w Londynie 2012 w wadze 120 kg. Brązowy medalista mistrzostw świata, mistrz Europy.
W 2012 zdobył złoty medal mistrzostw Europy. W finale pokonał Węgra Dániela Ligeti. Rok później obronił wywalczony przez siebie tytuł mistrzowski, wygrywając w finale z Ukraińcem Ałenem Zasiejewem. Wygrał również w 2014, 2017, 2018, 2019, 2021, 2022, 2023 i 2024 roku.
Triumfator mistrzostw świata w 2014, 2015 i 2022; drugi w 2017 i 2019, a trzeci w 2013, 2021 i 2023. Złoty medal na igrzyskach śródziemnomorskich w 2013. Srebrny medal na mistrzostwach śródziemnomorskich w 2010. Triumfator igrzysk wojskowych w 2019. Akademicki mistrz świata z 2012 i mistrz uniwersjady w 2013. Pierwszy w Pucharze Świata w 2013 i ósmy w 2016. Wicemistrz świata juniorów z 2010. Mistrz igrzysk europejskich w 2015 roku.